# Saint-Léon-sur-l’Isle
Saint-Léon-sur-l’Isle település Franciaországban, Dordogne megyében. Lakosainak száma 2072 fő (2022. január 1.). Saint-Léon-sur-l’Isle Saint-Astier, Grignols, Neuvic és Saint-Germain-du-Salembre községekkel határos.

## Népesség
A település népessége az elmúlt években az alábbi módon változott:
| Lakosok száma | 1436 | 1872 | 1934 | 1930 | 2070 | 2036 | 2027 | 2031 | 2029 | 2072 |
|               | 1968 | 1982 | 1990 | 2006 | 2013 | 2015 | 2017 | 2019 | 2020 | 2022 |